# Горнолыжный спорт на зимних Олимпийских играх 1952
Соревнования по горнолыжному спорту на зимних Олимпийских играх 1952 года прошли с 14 по 20 февраля. Данные соревнования одновременно считались соревнованиями 12-го чемпионата мира по горнолыжному спорту. Впервые в программу соревнований был введён гигантский слалом, но зато была исключена комбинация (в программу чемпионатов мира была возвращена в 1954 году, в программу Олимпийских игр — в 1988). Соревнования по гигантскому слалому и скоростному спуску прошли в Крёдсхераде, по обычному слалому — на холме Рёдклейва.

## Общий медальный зачёт
| Место | Страна   | Золото | Серебро | Бронза | Всего |
| ----- | -------- | ------ | ------- | ------ | ----- |
| 1     | Австрия  | 2      | 3       | 2      | 7     |
| 2     | США      | 2      | 0       | 0      | 2     |
| 3     | Норвегия | 1      | 1       | 1      | 3     |
| 4     | Италия   | 1      | 0       | 1      | 2     |
| 5     | Германия | 0      | 2       | 2      | 4     |
|       |          |        |         |        |       |
| Все   | Все      | 6      | 6       | 6      | 18    |

## Медалисты

### Мужчины
| Вид                             | Золото                 | Серебро                 | Бронза                  |
| ------------------------------- | ---------------------- | ----------------------- | ----------------------- |
| Скоростной спуск см. подробнее  | Дзено Коло Италия      | Отмар Шнайдер Австрия   | Кристиан Правда Австрия |
| Гигантский слалом см. подробнее | Стейн Эриксен Норвегия | Кристиан Правда Австрия | Тони Шписс Австрия      |
| Слалом см. подробнее            | Отмар Шнайдер Австрия  | Стейн Эриксен Норвегия  | Гутторм Берге Норвегия  |

### Женщины
| Вид                             | Золото                     | Серебро                  | Бронза                   |
| ------------------------------- | -------------------------- | ------------------------ | ------------------------ |
| Скоростной спуск см. подробнее  | Труде Йохум-Байзер Австрия | Аннемари Бухнер Германия | Джулиана Минуццо Италия  |
| Гигантский слалом см. подробнее | Андреа Мид-Лоуренс США     | Дагмар Ром Австрия       | Аннемари Бухнер Германия |
| Слалом см. подробнее            | Андреа Мид-Лоуренс США     | Осси Райхерт Германия    | Аннемари Бухнер Германия |